# دهستان ویلیاندی
دهستان ویلیاندی (به لاتین: Viljandi Parish) منطقه‌ای مسکونی در استونی است که در شهرستان ویلیاندی واقع شده‌ است.

## خصوصیات
دهستان ویلیاندی ۶۵۱ کیلومترمربع مساحت و ۹٬۷۴۱ نفر جمعیت دارد.

## نگارخانه

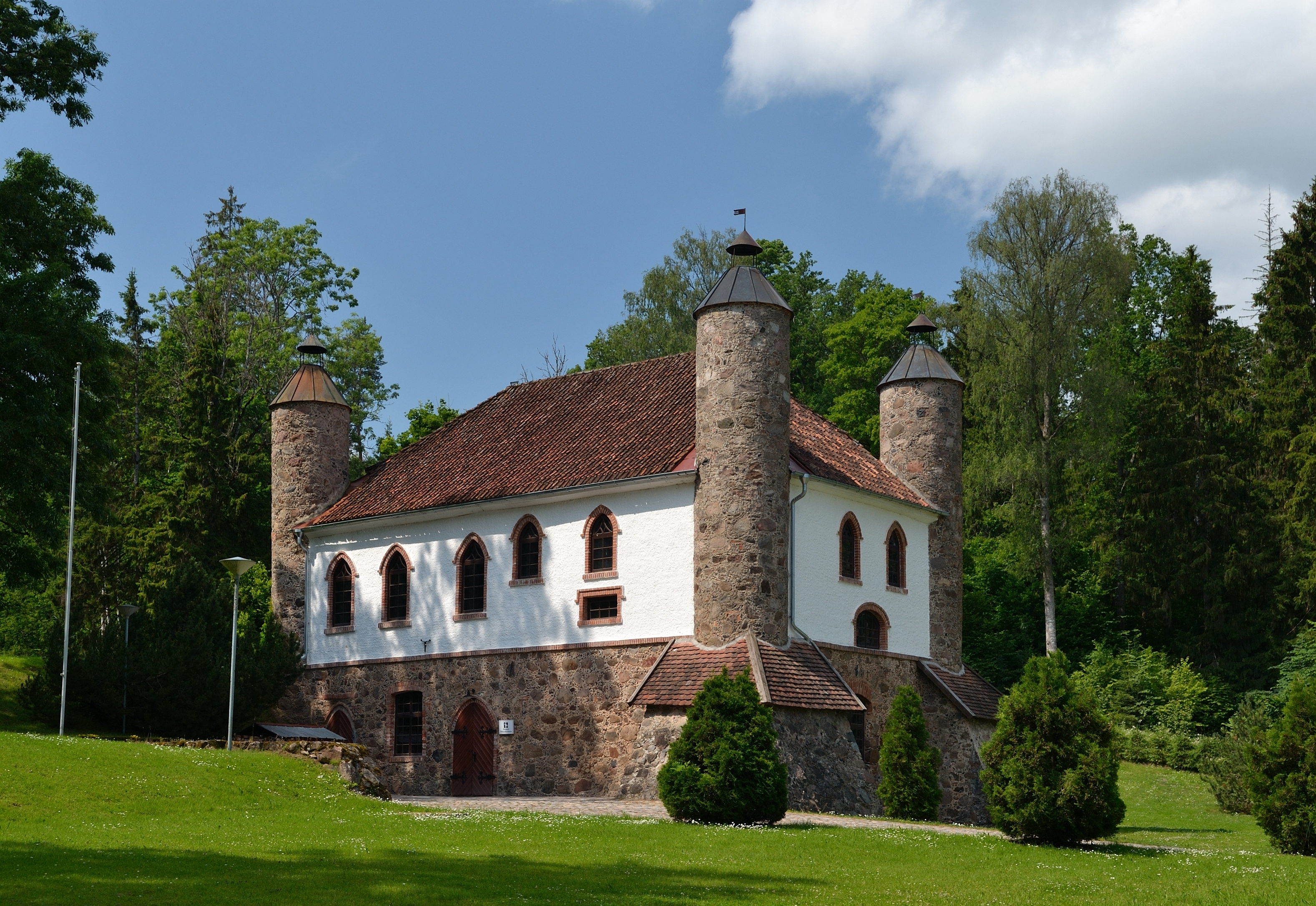
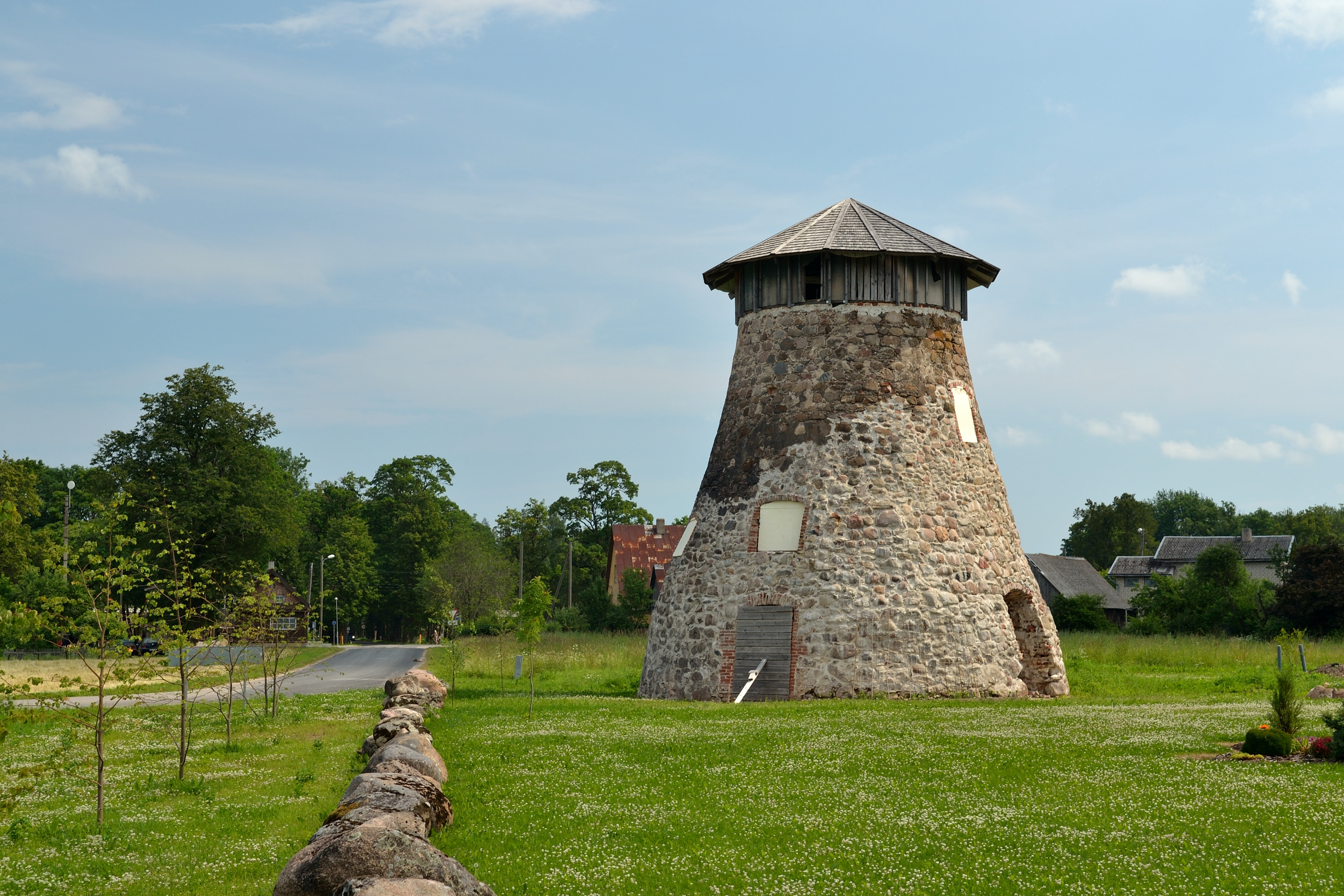
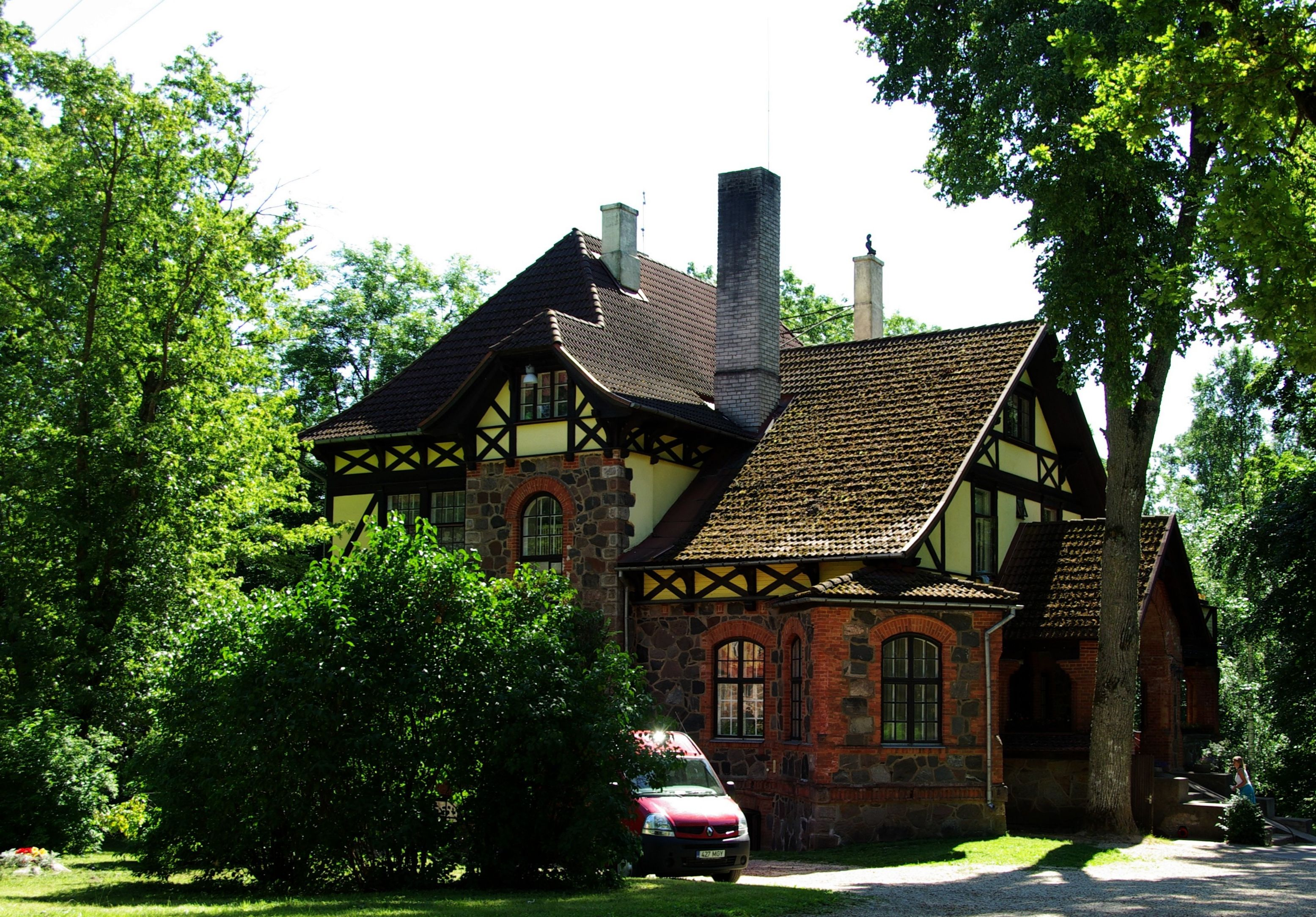
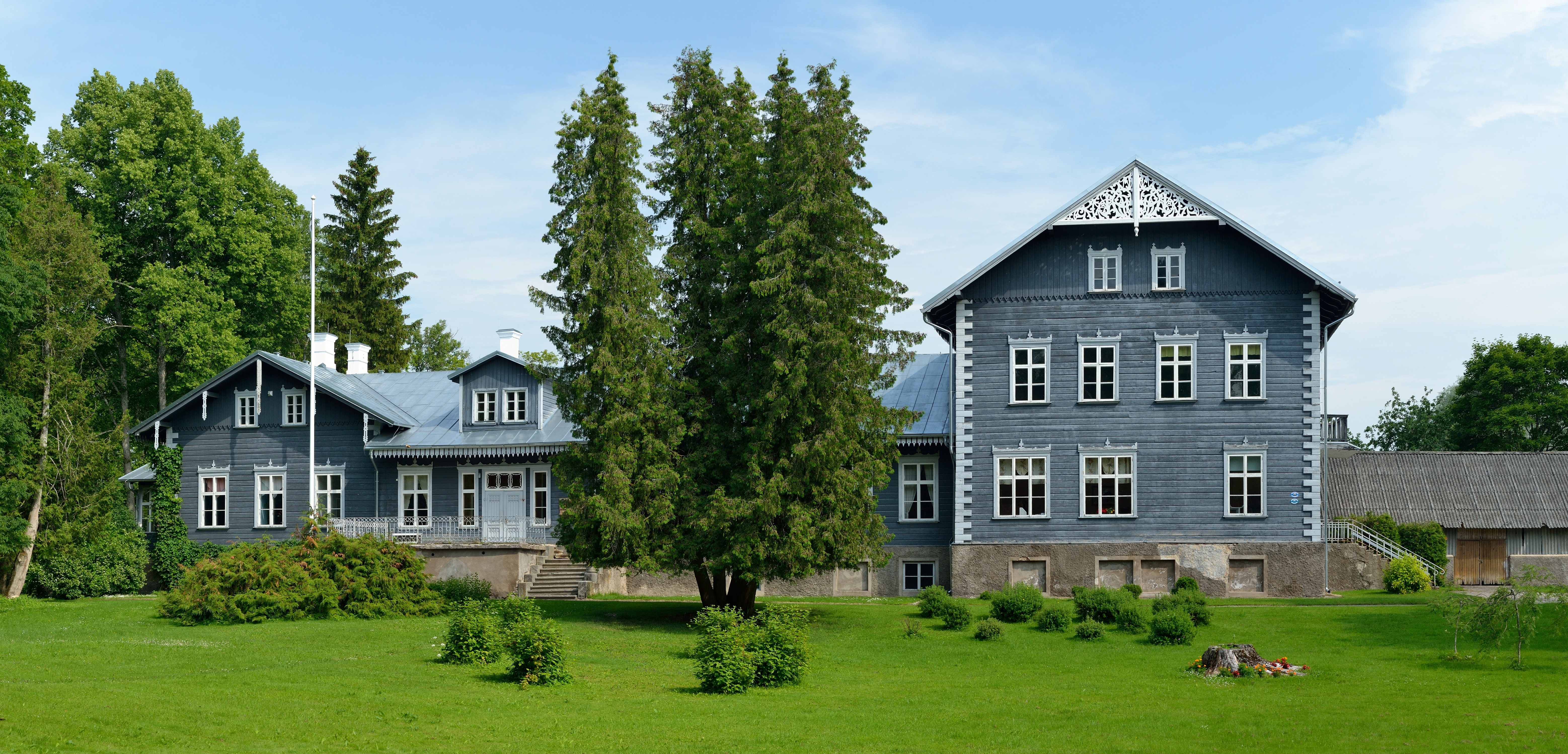
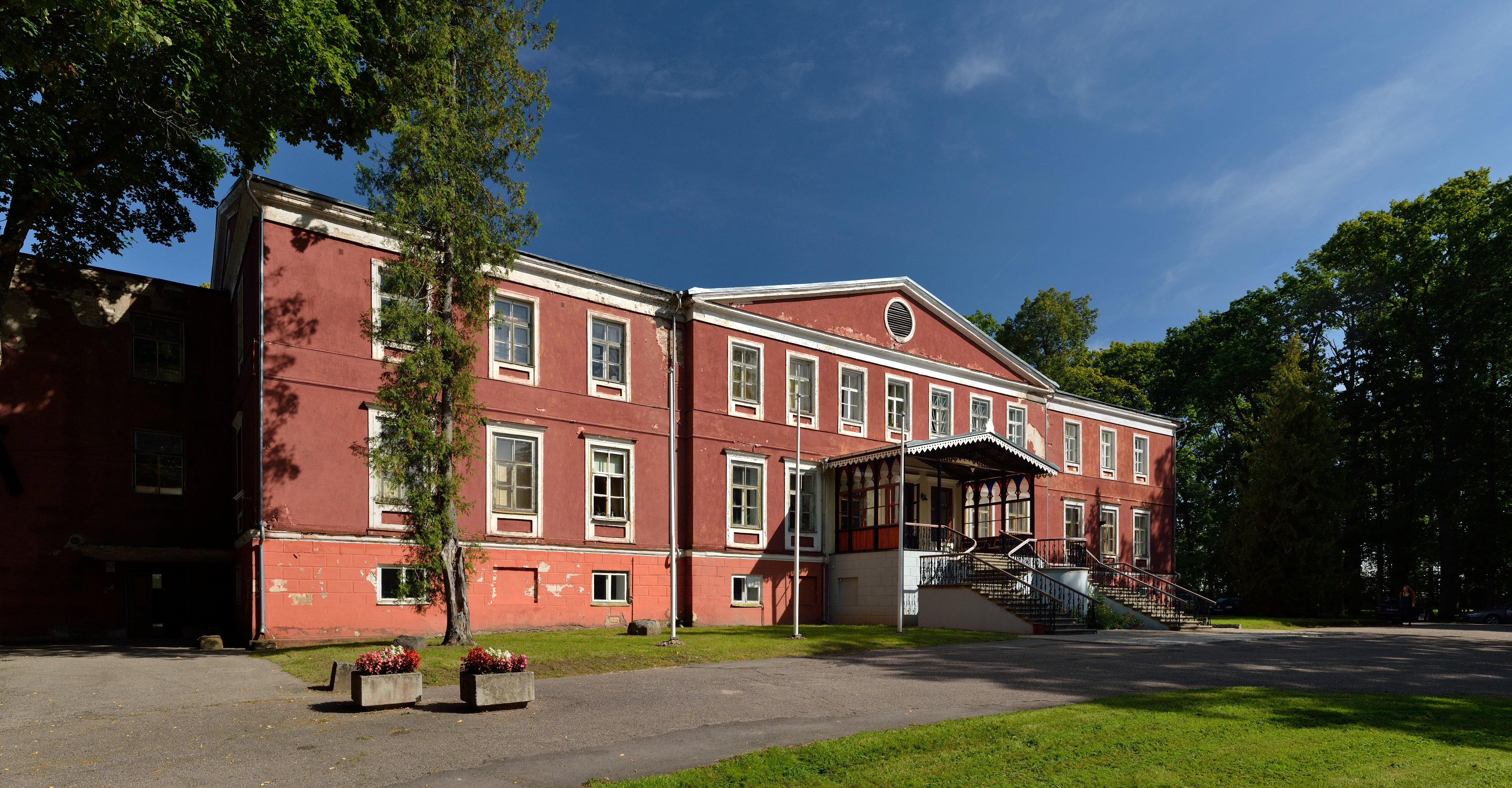
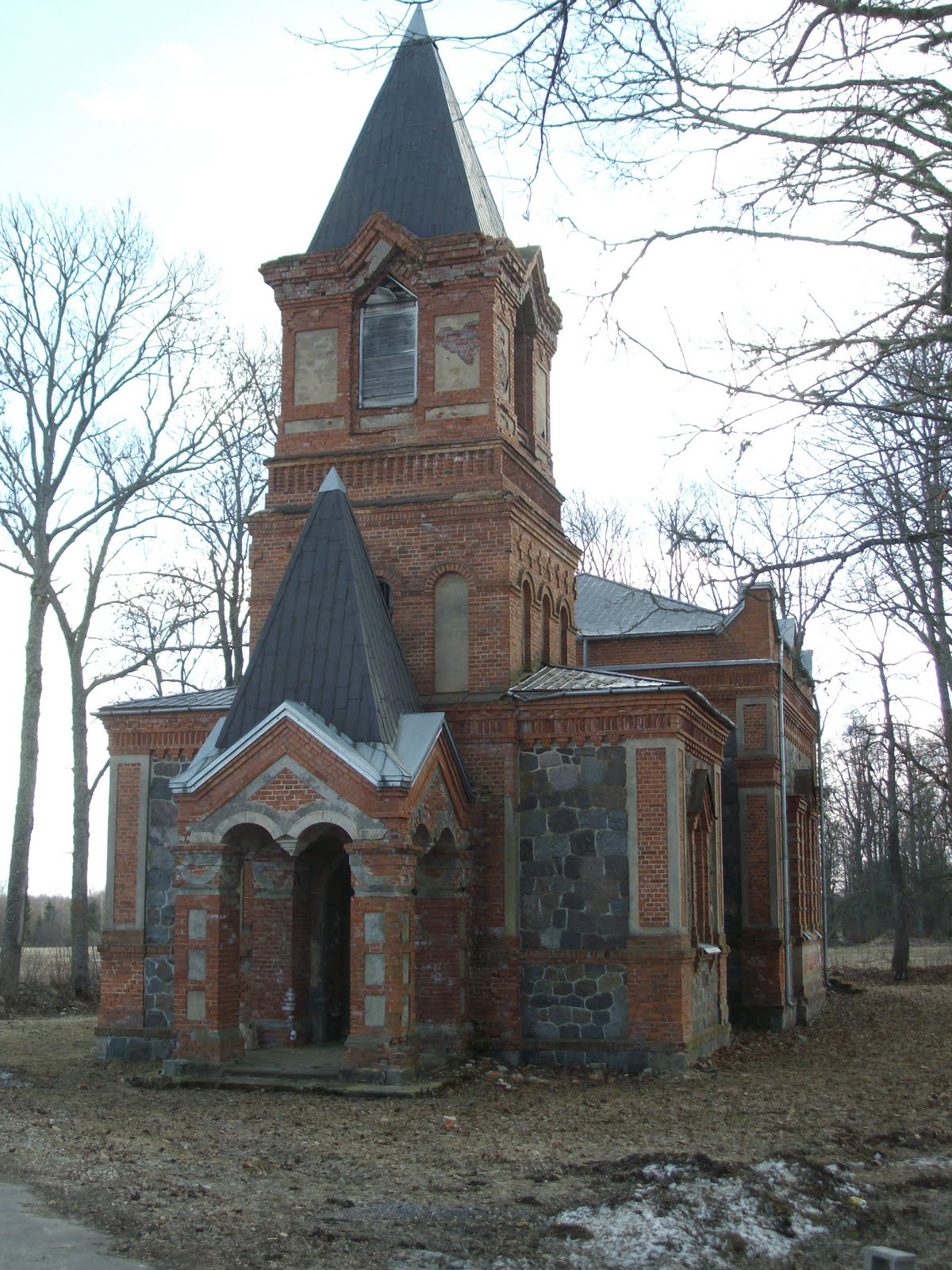
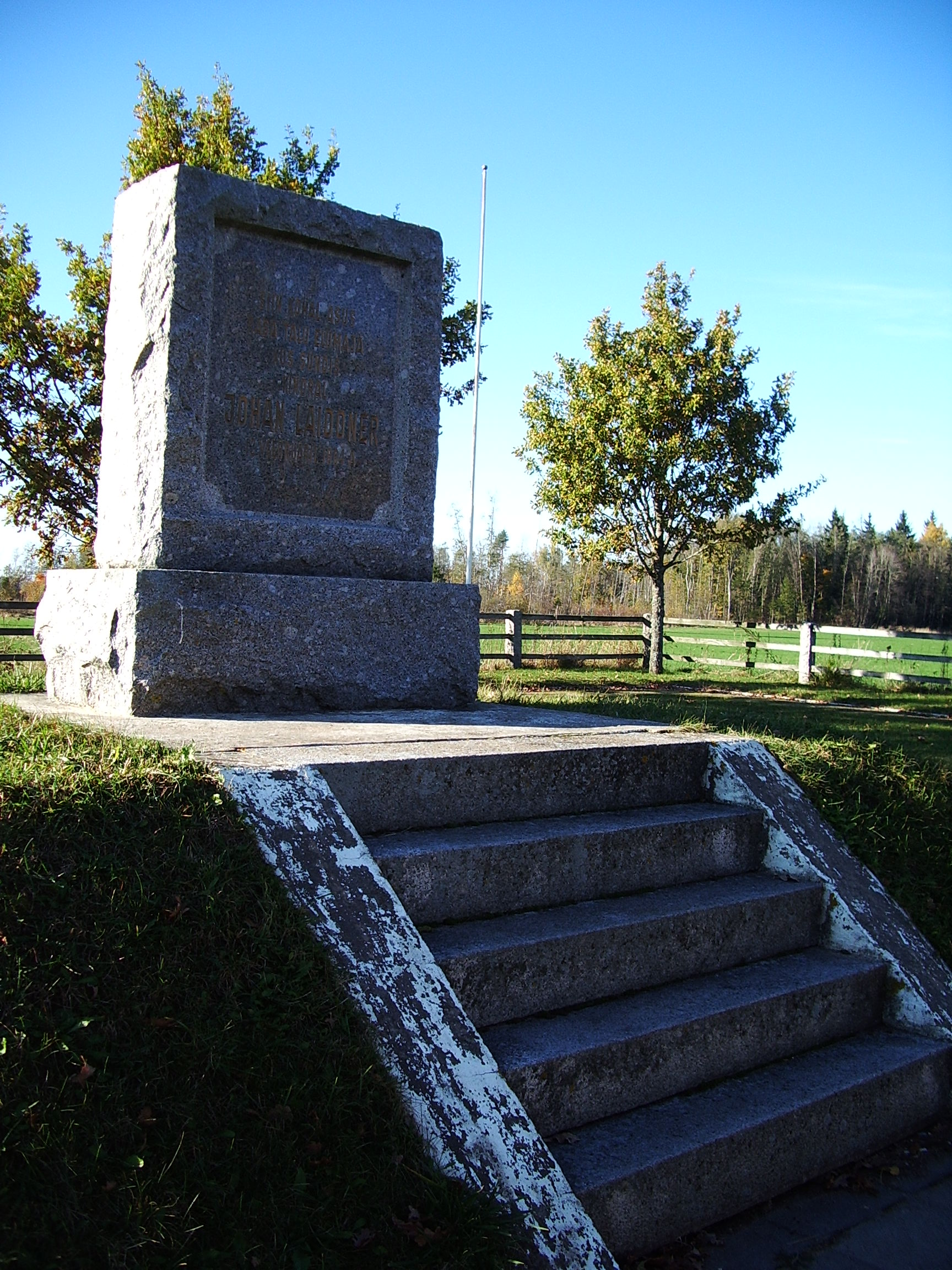